# Elecciones generales de Puerto Rico de 2000
Se realizaron elecciones generales en Puerto Rico el 7 de noviembre de 2000. Sila María Calderón del Partido Popular Democrático fue elegida como primera mujer gobernadora y al mismo tiempo el Partido Popular Democrático ganó la mayoría de los escaños en la Cámara de Representantes de Puerto Rico y en el Senado de Puerto Rico.

## Contexto
Las elecciones del 2000 se caracterizan por ser las decimoterceras (13.ª) realizadas luego del establecimiento de la Constitución de Puerto Rico de 1952, la cual se caracteriza por la institucionalización del Senado de Puerto Rico con 27 miembros y la Cámara de Representantes de Puerto Rico de 51 miembros, además del sistema de acumulación en la elección de los parlamentarios y de representación a minorías.